# アルキタス

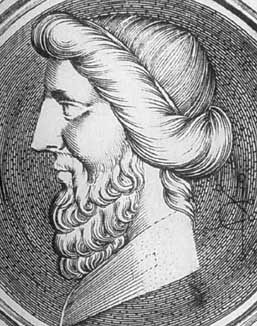
アルキタス

アルキタス（またはアルキュタス, ギリシャ語：Αρχύτας, Archytas, 紀元前428年 - 紀元前347年）は、古代ギリシアの哲学者、数学者、天文学者、音楽理論家、政治家、軍事戦略家。

## 生涯
アルキタスはマグナグラシアのターレス（現在のイタリア、ターラント）に、ムネサゴラスまたはヒスティアイオスの子として生まれた。フィロラオス（ピロラオス）の下でしばらく学んだ後、数学教師になり、クニドスのエウドクソスを教えた。アルキタスはピュタゴラス教団の科学者で、プラトンの良き友人でもあった。メナイクモス (en) はアルキタスとエウドクソスの教え子であった。
アルキタスは算数学（ロジスティケ）を、科学の基礎で、幾何学よりも優位であると考えていた。ディオゲネス・ラエルティオスは、数学的な原理を機械学（力学）に応用した最初の人物はアルキタスだったと言っている。

アスカロンのエウトキオス (en) によると、アルキタスは立方体倍積問題の問題を幾何学的説明によって解こうとしたという。アルキタスの比例の理論はエウクレイデス（ユークリッド）の『ユークリッド原論』第8巻の、開立に相当する2つの比例中項の作図のところで論じられている。
一方、政治家および戦略家としてのアルキタスは、半世紀前のアテナイのペリクレスに似た、ターレスの有力人物であったようである。ターレスの人々はアルキタスをストラテゴス（将軍、 (en) に、それもその職には続けてなれないという規則を破って、7年続けて選んだ。伝えられるところでは、彼は将軍として、南に接するイタリアとの戦いで無敗だったという。プラトンは『第七書簡』の中で、自分がシラクサのディオニュシオス2世 (en) によって危険な立場に陥った時、アルキタスが救ってくれたと書いている。何人かの研究者たちは、アルキタスはプラトンの哲人王 (en) のモデルの1人で、『国家』などのプラトン著作に描かれた政治哲学に影響を与えたのではないかと言っている（たとえば、ディオニシオス2世のような悪王に代わってアルキタスのような良き支配者を得た社会はいかなるものか、とか）。
アルキタスはアドリア海で難破して溺死した。アルキタスの死体は、1人の水夫が慈悲深く一握の砂を投げかけるまで、埋葬されずに岸辺に置かれたままだった。さもなければアルキタスは100年をステュクス川の此岸でさまようところだった。ホラティウスはそのような少しの埃を「munera pulveris（ムネラ・プルウェリス）」と呼んだ。
月にあるクレーター「アルキタス」は、彼の名前にちなんで名付けられたものである。

## 伝説
5世紀後の著作家アウルス・ゲッリウスの本だけに書かれてあることだが、アルキタスは鳥の形をした、おそらく蒸気ジェットで推進する、最初の人造自走式飛行機械を設計・製作し、その機械は約200m飛んだという噂があったという。アルキタス自身によって「鳩」と命名されたこの機械はワイヤーか軸で吊られていたという説もある。
ところで、アルキタスは何冊か本も書いたが、それらは現存していない。ウィトルウィウスは機械学の本を書いた12人の著者のリストにアルキタスの名を入れている。しかし、トーマス・ネルソン・ウィンターはアルキタスの本がすべて失われというのは間違いで、偽アリストテレスの『機械学』はアルキタスの書いた重要な機械学の著作であると言っている。

## 偽アルキュタス
後1世紀に、新ピタゴラス派に属する哲学者がアルキュタスの名を騙ってカテゴリに関する哲学書『普遍的ロゴスについて』を書いている。そこでは、
時間とは、ある動の数、あるいは、万有の自然本性の普遍的な拡がりである
と言われ、また、部分/全体の観点から、ある動の数としての時間は「まったく存在しないか、あるいはかろうじて存在するもの」と述べられる。これはアリストテレスが『自然学』で述べているところと類似しており、偽アルキュタスはアリストテレスの著作に強い影響を受けていたものだと考えられる。しかし古代には『普遍的ロゴスについて』の作者は本当にアルキュタスだと思われていたために、逆にアリストテレスが『普遍的ロゴスについて』に影響を受けて自身の時間論を展開したのだと信じられていた。『普遍的ロゴスについて』の作者が本当は古典期のアルキュタスではないことが分かったのは20世紀のことである。
『普遍的ロゴスについて』のテキストは完全な形では現存しておらず、キリキアのシンプリキオスが著書中で、直接引用している物及びカルキスのイアンブリコスの『アリストテレス「範疇論」注釈』を通して孫引き引用したものが残っているのみである。『普遍的ロゴスについて』は古代末期に彼らネオプラトニスト達に大きな影響を与えた。